# Antrophyum plantagineum
Antrophyum plantagineum är en kantbräkenväxtart som först beskrevs av Antonio José Cavanilles, och fick sitt nu gällande namn av Georg Friedrich Kaulfuss. Antrophyum plantagineum ingår i släktet Antrophyum och familjen Pteridaceae. Inga underarter finns listade.